# Mulegns
Mulegns (toponimo romancio; in tedesco Mühlen, desueto, ufficiale fino al 1943, in italiano Molini, desueto) è una frazione di 25 abitanti del comune svizzero di Surses, nella regione Albula (Canton Grigioni).

## Geografia fisica
Mulegns è situato nella Val Sursette, sulla sponda sinistra del torrente Giulia. Dista 30 km da Sankt Moritz e 47 km da Coira. Il punto più elevato del territorio è la cima del Piz Platta (3 392 m s.l.m.).

## Storia

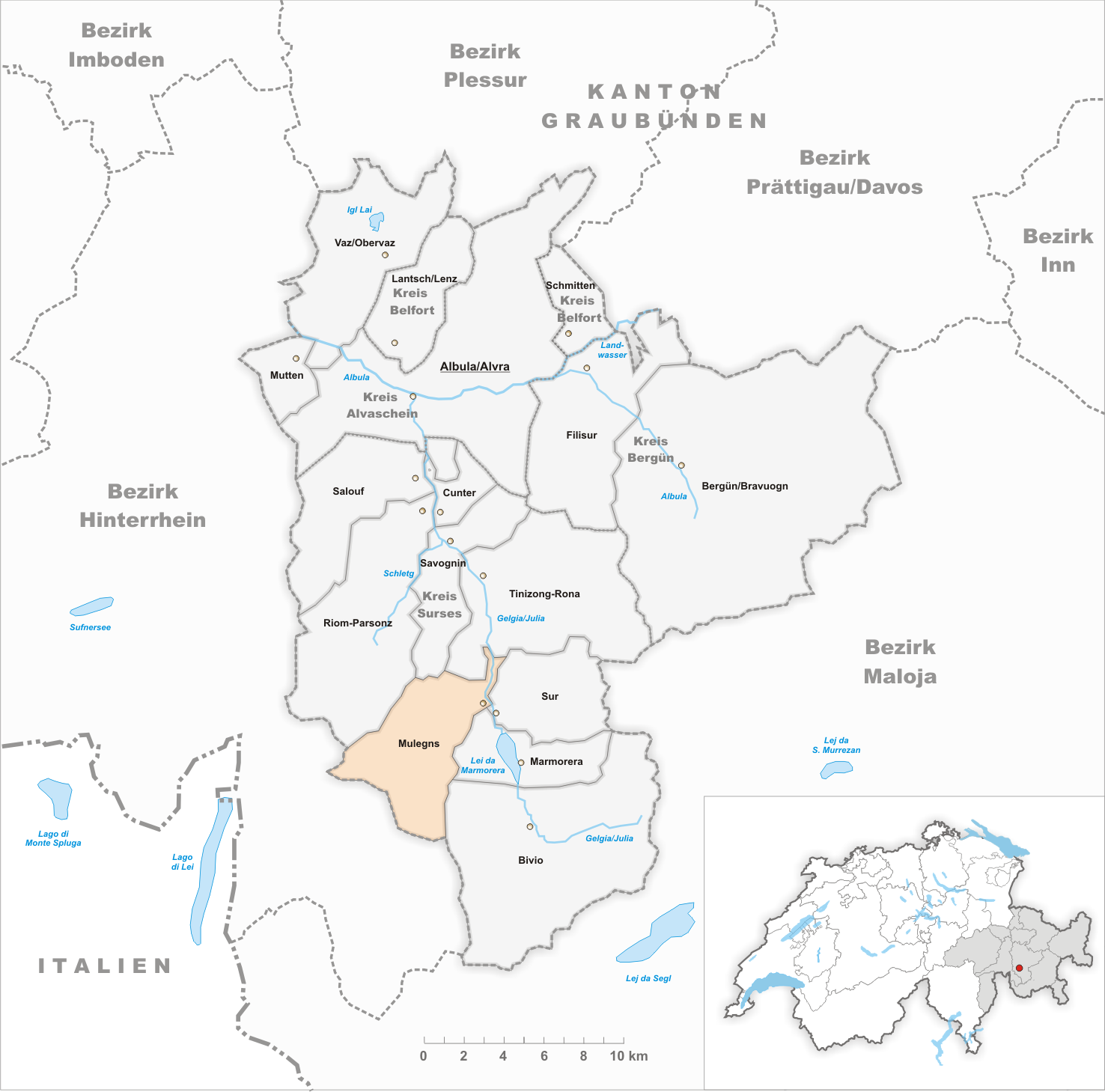
Il territorio del comune di Mulegns prima degli accorpamenti comunali del 2016

Già comune autonomo istituito nel 1851 e che si estendeva per 33,79 km², il 1º gennaio 2016 è stato accorpato agli altri comuni soppressi di Bivio, Cunter, Marmorera, Riom-Parsonz, Salouf, Savognin, Sur e Tinizong-Rona per formare il nuovo comune di Surses.

## Monumenti e luoghi d'interesse

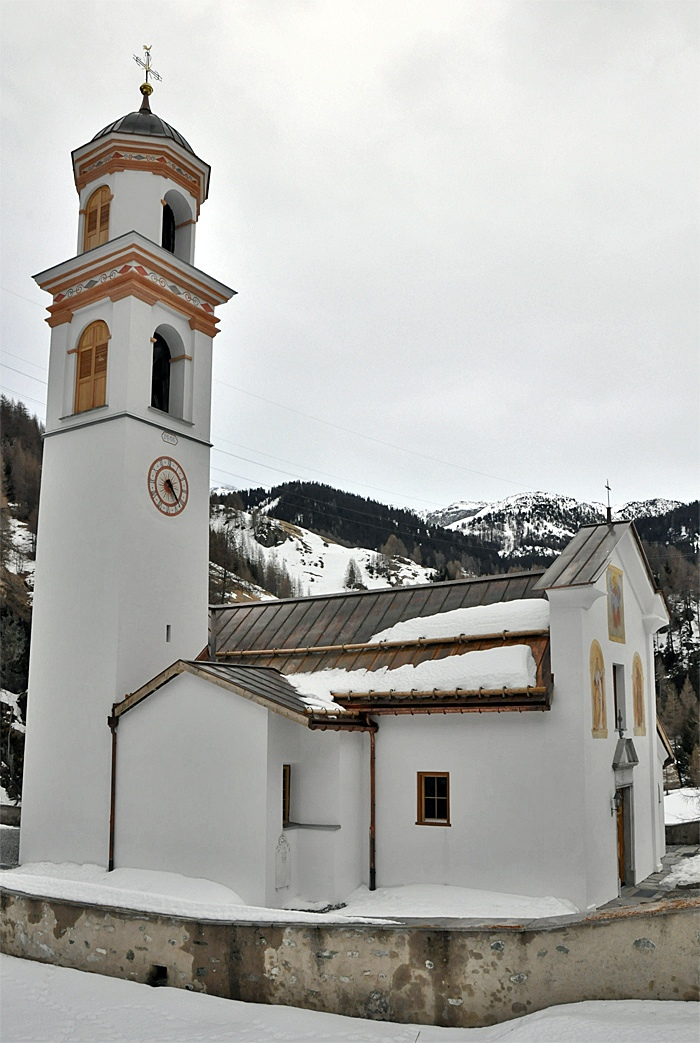
La chiesa dei Santi Gaudenzio e Francesco

- Chiesa cattolica dei Santi Gaudenzio e Francesco (già di San Francesco), eretta nel 1643[1];
- Cappella della Visitazione a Faller[1].

## Società

### Evoluzione demografica
L'evoluzione demografica è riportata nella seguente tabella:
Abitanti censiti

## Infrastrutture e trasporti
La stazione ferroviaria più vicina è a Tiefencastel, a 19 km, mentre l'uscita autostradale di Thusis, sulla A13/E43, dista 31 km.

## Amministrazione
Ogni famiglia originaria del luogo fa parte del comune patriziale che ha la responsabilità della manutenzione di ogni bene comune.